# Gruppo cosmonauti AMN
Il Gruppo cosmonauti AMN (Accademia sovietica delle scienze mediche) è stato selezionato il 23 marzo 1983 ed è formato da un solo cosmonauta, il medico At'kov. L'addestramento di Cosmonauta Ricercatore (RC) è durato sei mesi, da giugno a settembre 1983. Ha svolto una sola missione di lunga durata sulla Saljut 7, durante la quale aveva il compito di monitorare la salute dei suoi colleghi cosmonauti durante una permanenza in orbita così prolungata (236 giorni).
- Oleg At'kov[1]

Sojuz T-10/Sojuz T-11